# Seixal
Seixal is een gemeente in het Portugese district Setúbal.
De gemeente heeft een totale oppervlakte van 96 km² en telde 150.271 inwoners in 2001.

## Plaatsen (freguesia)
- Aldeia de Paio Pires
- Amora
- Arrentela
- Corroios
- Fernão Ferro
- Seixal